# Micrantha mirabilis
Micrantha mirabilis là một loài bướm đêm trong họ Noctuidae.